# Yakovlev Yak-25
El Yakovlev Yak-25 (en ruso: Як-25; Designación OTAN: Flashlight / Mandrake) fue un avión interceptor y de reconocimiento usado por las fuerzas aéreas de la Unión Soviética.

## Diseño y desarrollo
El Yak-25 fue producto de una especificación que pedía un avión capaz de defender el territorio este de la URSS. El prototipo fue denominado Yak-120 y realizó su primer vuelo en junio de 1952. El nuevo producto tenía dos turborreactores AM-5, radomo con radar de interceptación y 2 cañones de 37 mm. El avión fue puesto en producción en 1954 y entró en servicio al año siguiente y fue denominado Yak-25. Era un monoplano de implantación alar media, con las alas y las superficies de cola en flecha, tren de aterrizaje triciclo en tándem, con aterrizadores auxiliares de equilibrio bajo los bordes marginales alares y estaba equipado con el radar RP-1D Izumrud (Hig Fix).
En 1959 apareció el Yak-25RV (Mandrake),una versión de reconocimiento. Podía volar a una cota de 23.400 metros y estaba equipado con un sistema de cámaras y sensores y el armamento de proyectil se limitaba a un solo cañón Nudelman-Rikhter NR-23. El Mandrake tenía muchos problemas de ruido, vibración y además estaba equipado con un equipo electrónico austero. A pesar de ello, el Mandrake siguió en servicio hasta 1974. Una pequeña cantidad de ellos fueron convertidos en plataformas de estudio de contaminación radiactiva y fueron designados Yak-25RR. En 1971 apareció el interceptor Yak-25PA, el cual no tuvo éxito. Asimismo se desarrolló el bombardero nuclear táctico Yak-26, pero solo se completaron 9 prototipos.
En 1961 algunos ejemplares fueron convertidos en drones y fueron designados Yak-25RV-I y Yak-25RV-II.
En total fueron construidos 483 Flashlights y 105 Mandrakes en las plantas de Saratov.

## Variantes
Yak-25
Primera variante de producción, 67 construidos.
Yak-25M
Segunda versión de producción con cambios mínimos, como la introducción del radar Sokol, 406 construidos.
Yak-25MG
Yak-25 modificado con el sistema de navegación Ghorizont-1 para operar con piloto automático y ser controlado por estaciones de tierra.
Yak-25RV (Razvedchik Vysotnyk-Reconocimiento a alta cota) Mandrake
Versión de reconocimiento, 155 construidos.
Yak-25RR
Yak-25RV modificado para el estudio de contaminación radiactiva.
Yak-25RRV
Yak-25RV equipado con SIGINT.
Yak-25RV-I
Versión desarmada para prácticas de interceptación.
Yak-25RV-II
Yak-25RV-I radiocontrolado.

### Prototipos y versiones no construidas
Yak-13
Predecesor del Yak-120.
Yak-25B
Yak-25 con capacidad nuclear táctica.
Yak-25K
Yak-25 desprovisto de cañones y armado con misiles AA-1 Alkali, 2 prototipos.
Yak-25K-7L
Banco de pruebas para el misil K-7L. El proyecto no tardó en ser abandonado.
Yak-25K-75
Banco de pruebas para el misil K-75. El proyecto no tardó en ser abandonado.
Yak-25K-8
Banco de pruebas para el misil K-8. El proyecto no tardó en ser abandonado.
Yak-25LL (Letayuschchaya laboratoriya-Laboratorio volante)
Banco de pruebas de eyección.
Yak-25MR (Morskoy razvedchik-Reconocimiento marítimo)
Prototipo de una versión de reconocimiento marítimo.

## Especificaciones

### Características generales
- Tripulación: Dos (piloto y operador de radar de interceptación)
- Longitud: 15,66 m
- Envergadura: 10,96 m
- Superficie alar: 28,95 m²
- Peso vacío: 6210 kg
- Peso cargado: 9220 kg
- Planta motriz: 2× turborreactor Mikulin AM-5 (RD-5A).
  - Empuje normal: 19,6 kN (4410 lbf) de empuje cada uno.

### Rendimiento
- Velocidad nunca excedida (Vne): 1090 km/h
- Alcance: 2700 km
- Techo de vuelo: 12 000 m (39 370 ft)
- Régimen de ascenso: 44 m/s (8660 pies/min)

### Armamento
- Cañones: 

  - 2x Nudelman N-37 de 37 mm con 50 disparos por arma

### Desarrollos relacionados
- Yakovlev Yak-27
- Yakovlev Yak-28

### Aeronaves similares
- Avro Canada CF-100 Canuck
- Lockheed F-94 Starfire
- Northrop F-89 Scorpion
- Sud Aviation Vantour
- Gloster Javelin
- Lavochkin La-200

### Secuencias de designación
- Aviones de caza de Yakovlev: Yak-1 • Yak-3 • Yak-7 • Yak-9 • Yak-15 • Yak-17 • Yak-23 • Yak-25 • Yak-28 • Yak-38